# オスカー・サラサー
- オスカー・サラザー
- オスカル・サラザール
- オスカル・サラサール

オスカー・エンリケ・サラサー（Oscar Enrique Salazar , 1978年6月27日 - ）は、ベネズエラ出身の元プロ野球選手（内野手）。
オスカー・サラザー、オスカル・サラザール、オスカル・サラサールと表記されることもある。

## 経歴

### 現役時代
1994年にオークランド・アスレチックスと契約。2001年まで傘下のマイナーチームでプレー。
2002年にデトロイト・タイガースに移籍すると、4月10日に代走でメジャーデビュー。4月12日のミネソタ・ツインズ戦でブラッド・ラドキーからメジャー初安打を打った。

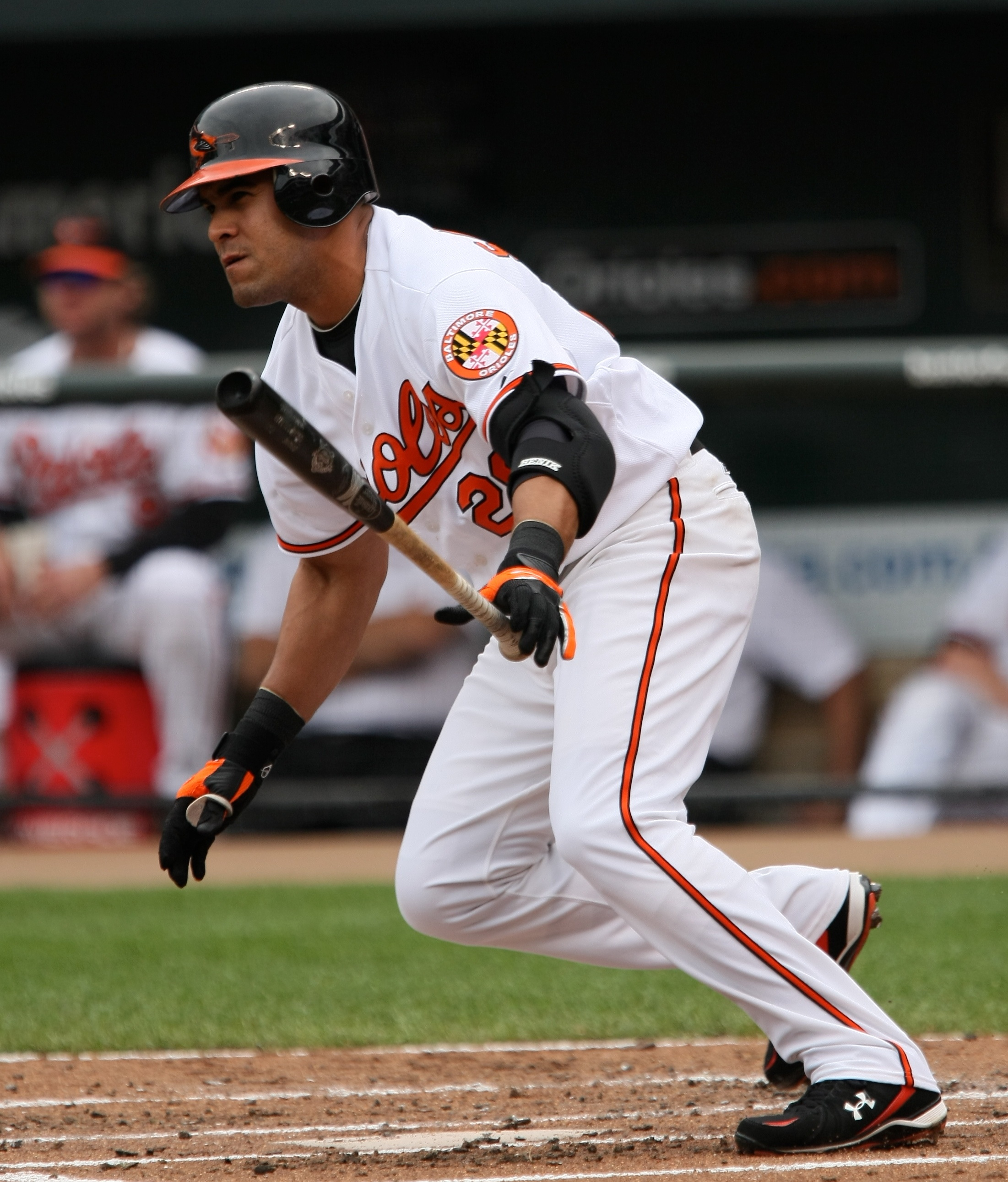
ボルチモア・オリオールズでの現役時代（2009年）

しかし、その後はメジャー各球団のマイナーチームやメキシカンリーグを渡り歩いた。
2007年にボルチモア・オリオールズと契約すると、2008年に6年ぶりとなるメジャー昇格を果たした。
2009年は6月にメジャーに昇格し、打率.400を超える好成績を残していたが、7月19日にクラ・メレディスとのトレードでサンディエゴ・パドレスに移籍した。
2010年は自己最多の85試合に出場し、打率.237、3本塁打、19打点の成績を残した。
2011年3月28日にパドレスを自由契約となった。その後は4月8日フロリダ・マーリンズとマイナー契約を結び、傘下AAA級ニューオーリンズ・ゼファーズでプレー。45試合に出場し、打率.221、2本塁打、16打点という成績だった。
2012年2月7日から横浜DeNAベイスターズの春季宜野湾キャンプに参加し、テストを受け、2月14日に合格が決まった。2月15日に球団から獲得が発表された。しかし、13試合の出場に終わり、10月10日に戦力外通告を受け、16日に自由契約公示された。
2013年はメキシカンリーグのオアハカ・ウォーリアーズでプレー。
2014年はイタリアのリミニ・ベースボールクラブに所属した。
2015年/2016年シーズンは、ベネズエラのウィンターリーグ、リーガ・ベネソラーナ・デ・ベイスボル・プロフェシオナル（LVBP）のカリベス・デ・アンソアテギでプレー。
2016年/2017年シーズンにLVBPのブラボス・デ・マルガリータでプレーしたのを最後に現役を引退した。

### 現役引退後
2017年サンディエゴ・パドレス傘下ルーキー級トライシティ・ダストデビルズのコーチに就任。2019年まで務めた。
2020年6月22日に新型コロナウイルスに感染していたことが判明した。
2021年より、サンディエゴ・パドレス傘下AAA級エル・パソ・チワワズの守備コーチに就任した。
2022年より、ワシントン・ナショナルズ傘下AA級ハリスバーグ・セネターズのコーチを務める。

## 人物
好きな音楽はラテン音楽のサルサ。
愛称は、ベネズエラの言葉で風貌の似たアルマジロを意味するカチ。

## 詳細情報

### 年度別打撃成績
| 年 度    | 球 団    | 試 合 | 打 席 | 打 数 | 得 点 | 安 打 | 二 塁 打 | 三 塁 打 | 本 塁 打 | 塁 打 | 打 点 | 盗 塁 | 盗 塁 死 | 犠 打 | 犠 飛 | 四 球 | 敬 遠 | 死 球 | 三 振 | 併 殺 打 | 打 率 | 出 塁 率 | 長 打 率 | O P S |
| -------- | -------- | ----- | ----- | ----- | ----- | ----- | -------- | -------- | -------- | ----- | ----- | ----- | -------- | ----- | ----- | ----- | ----- | ----- | ----- | -------- | ----- | -------- | -------- | ----- |
| 2002     | DET      | 8     | 23    | 21    | 2     | 4     | 1        | 0        | 1        | 8     | 3     | 0     | 0        | 1     | 0     | 1     | 0     | 0     | 2     | 0        | .190  | .227     | .381     | .608  |
| 2008     | BAL      | 34    | 94    | 81    | 13    | 23    | 3        | 0        | 5        | 41    | 15    | 0     | 1        | 0     | 1     | 12    | 0     | 0     | 13    | 1        | .284  | .372     | .506     | .879  |
| 2009     | BAL      | 17    | 33    | 31    | 4     | 13    | 0        | 0        | 2        | 19    | 6     | 0     | 0        | 0     | 0     | 2     | 0     | 0     | 4     | 2        | .419  | .455     | .613     | 1.067 |
| 2009     | SD       | 55    | 121   | 108   | 12    | 29    | 8        | 2        | 3        | 50    | 19    | 0     | 0        | 0     | 1     | 12    | 1     | 0     | 16    | 6        | .269  | .339     | .463     | .802  |
| '09計    | SD       | 72    | 154   | 139   | 16    | 42    | 8        | 2        | 5        | 69    | 25    | 0     | 0        | 0     | 1     | 14    | 1     | 0     | 20    | 8        | .302  | .364     | .496     | .860  |
| 2010     | SD       | 85    | 148   | 131   | 19    | 31    | 4        | 0        | 3        | 44    | 19    | 1     | 2        | 0     | 1     | 16    | 1     | 0     | 23    | 4        | .237  | .318     | .336     | .653  |
| 2012     | DeNA     | 13    | 30    | 27    | 1     | 6     | 1        | 0        | 0        | 7     | 1     | 0     | 0        | 0     | 0     | 3     | 0     | 0     | 5     | 0        | .222  | .300     | .259     | .559  |
| MLB：4年 | MLB：4年 | 199   | 419   | 372   | 50    | 100   | 16       | 2        | 14       | 162   | 62    | 1     | 3        | 1     | 3     | 43    | 2     | 0     | 58    | 13       | .269  | .342     | .435     | .778  |
| NPB：1年 | NPB：1年 | 13    | 30    | 27    | 1     | 6     | 1        | 0        | 0        | 7     | 1     | 0     | 0        | 0     | 0     | 3     | 0     | 0     | 5     | 0        | .222  | .300     | .259     | .559  |

### 記録
- 初出場・初先発出場：2012年4月13日、対読売ジャイアンツ1回戦（横浜スタジアム）、6番・一塁手として先発出場
- 初安打：2012年5月9日、対読売ジャイアンツ5回戦（東京ドーム）、6回表に石川雄洋の代打として出場、D.J.ホールトンから中前安打
- 初打点：同上、8回表に真田裕貴から左前適時打

### 背番号
- 40 （2002年）
- 19 （2008年）
- 16 （2009年）
- 26 （2009年）
- 14 （2009年 - 2010年）
- 42 （2012年）